# II. Vilmos angol király
II. (Vörös) Vilmos (angolul: William Rufus, franciául: Guillaume le Roux; Normandia, Franciaország, 1056. – Új-erdő, Lyndhurst mellett, Hampshire grófság, 1100. augusztus 2.) angol király a Normandiai-házból.

## Családja
I. (Hódító) Vilmos (1027 k.–1087) és Flandriai Matilda (1031 k.–1083) harmadik (az életben maradottak közül a második) és legkedvesebb fia, aki a Rufus nevet lángvörös hajáról és pirospozsgás arcáról kapta. Testvérei voltak II. Róbert normandiai herceg (1051/1054–1134) és Henrik (1068–1135), későbbi angol király is.

## Élete

### Trónrakerülése

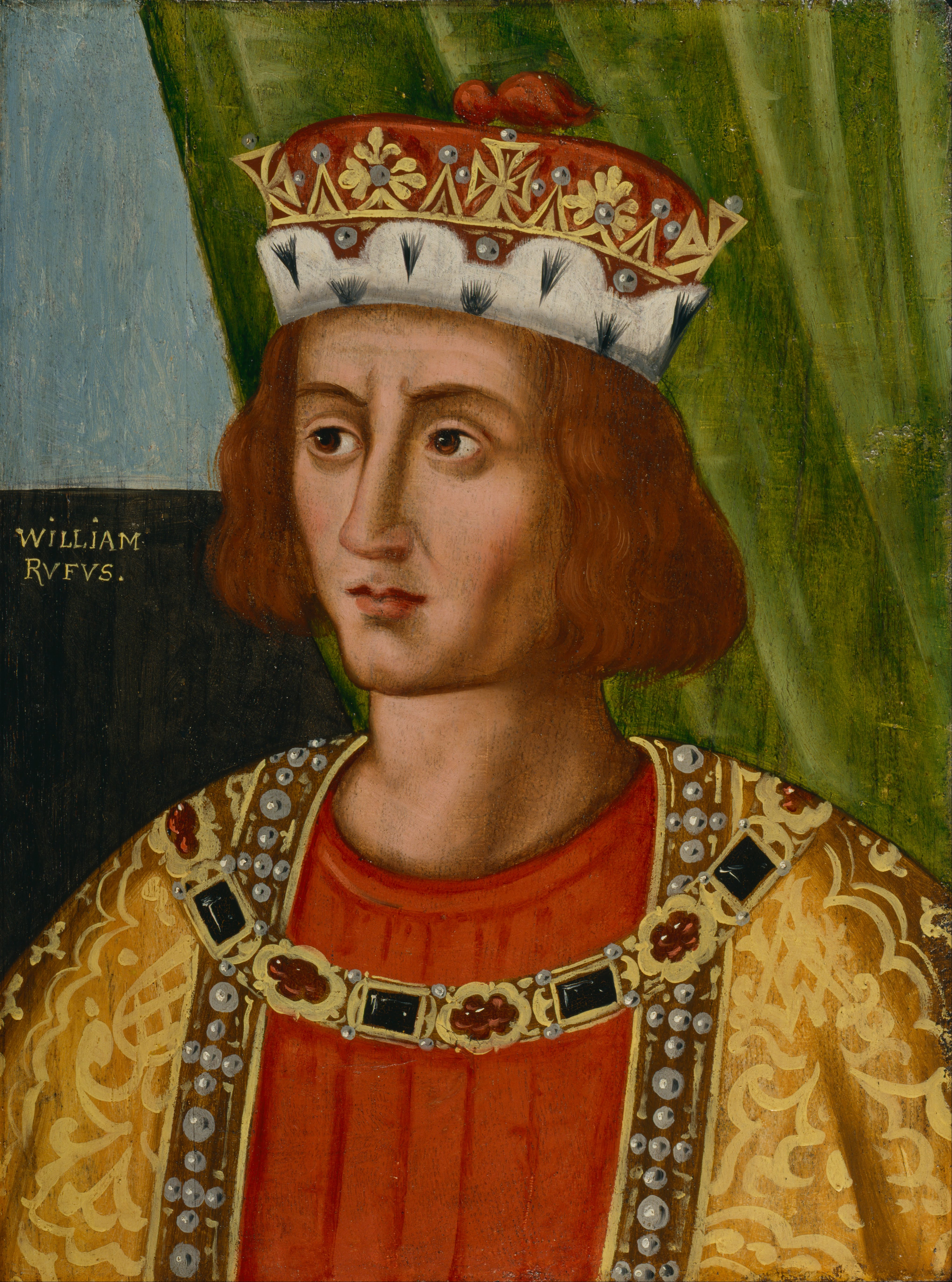
II. Vilmos

Apja a feudális szokásjognak megfelelően saját örökségét, a Normandiai hercegséget legidősebb fiára, Róbertre hagyta, míg az általa meghódított Anglia Vilmosra szállt. II. Vilmos megerősítette a királyi hatalmat, s amikor bátyja, II. Róbert normann herceg 1096-ban az első keresztes hadjáratban a Szentföldre indult, hercegségének igazgatását is átvette tőle.

### Összeesküvés
Az angliai normann főurak közül azok, akik azt akarták, hogy Angliát és Normandiát továbbra is egy személy kormányozza, trónra lépése után összeesküdtek Vilmos ellen azért, hogy a koronát II. Róbert normann hercegnek juttassák. Hódító Vilmos féltestvére, Bayeux-i Odo (1036 k.–1097) Kent grófja állt az élükre és 1088-ban lázadást robbantottak ki Kelet-Angliában. Vilmos viszont megnyerte magának az angolszászokat az adócsökkentés, valamint a hathatós kormányzás ígéretével, amit azonban a felkelés leverése után nem tartott be. 1095-ben Robert de Mowbray (1060 k.–1125), Northumberland grófja vezetésével újabb nemesi lázadás tört ki. Az ellenszegülő főurakon ezúttal Vilmos olyan kegyetlenül állt bosszút, hogy többé egyikük sem merte kétségbe vonni hatalmát.

### Terjeszkedés
Vilmos 1091-ben rákényszerítette III. Malcolm skót királyt (1031 k.–1093), hogy elismerje hűbérurának. Malcolm 1093 novemberében fellázadt, de az észak-angliai Alnwicknél november 13-án elesett a Vilmos seregével vívott csatában. Vilmosnak 1097-ben Walest is sikerült leigáznia. Mindeközben igyekezett megszerezni Normandiát a gyengekezű II. Róberttől, de csak hétévi háborúzás (1089–1096) után tudta bátyját az alárendelt szövetséges szerepbe kényszeríteni. Amikor aztán II. Róbert  csatlakozott a keresztes hadakhoz, országát is elzálogosította öccsének; aki élve az alkalommal, Maine grófságát is birtokaihoz csatolta.

### Konfliktus az egyházzal
Az angol egyház tekintélyének és jogkörének megnyirbálására tett kísérletei Szent Anzelmmel (1033–1109), Canterbury érsekével is szembeállították. Vilmos semmibe vette a kereszténységet. A megüresedett püspöki tisztségeket betöltetlenül hagyta, és a birtokok javadalmait megtartotta magának. Vilmos udvarában többen éltek nyíltan homoszexuális életmódot, a király maga is biszexuális volt. A hit sem igazán érdekelte, a mise alatt „szeretőivel” beszélgetett. A canterburyi érsek indulatosan prédikált a király homoszexualitása ellen, ám Vilmos nyíltan semmibe vette az intelmeket, és megkeserítette a jámbor főpap életét. Az érsek végül 1097-ben Rómába menekült, vagyonát Vilmos nyomban elkobozta.

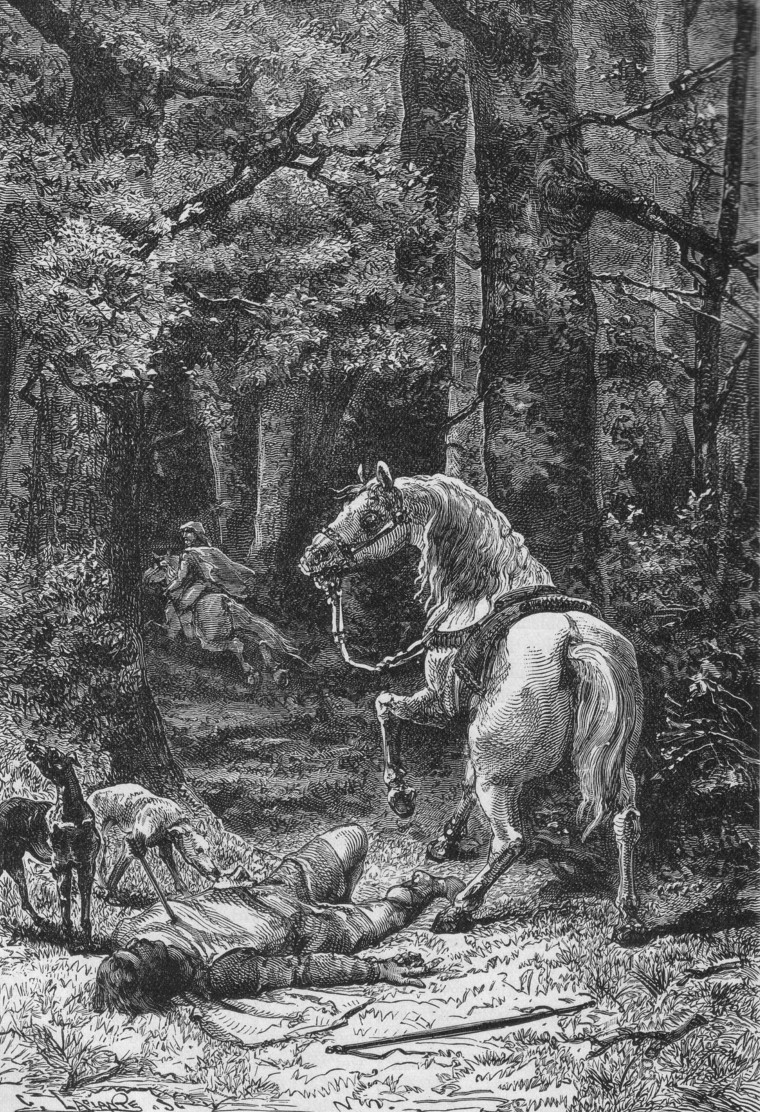
Vilmos halála egy 1895-ős kőnyomaton

## A Westminster Hall
Uralkodásának elismerten pozitív eredménye a Westminster-palota ma is álló legrégebbi részének, a Westminster Hallnak építtetése; ennek felépítését ugyanis személyesen rendelte el. A 73 m hosszú és 21 m széles terem 1097–1099 között épült, és később számos pompás királyi esemény színhelyéül szolgált az angol történelemben. Vilmos – korabeli leírások szerint – azzal dicsekedett, hogy a hatalmas csarnok „pusztán hálószobai” méretű ahhoz a palotához képest, amelyet mellé szándékozik építeni. Ám a sors közbeszólt, és Vilmos meghalt, mielőtt a munkálatok elkezdődhettek volna.

## Halála
Vilmos 1100. augusztus 2-án halt meg máig tisztázatlan körülmények közt az Új-erdőben. A kevésbé valószínű történet szerint vadászat közben egyik nyila visszapattant egy fáról, s az halálosan megsebezte a királyt. A vele együtt vadászók elmenekültek a helyszínről. Egy Purkiss nevű faszénégető talált a holttestre egy zöldellő tisztáson. Letakarta a halottat a belőle kiálló nyílvesszővel együtt, és talicskán tolta el Winchesterbe. A székesegyházban a szerzetesek megrémültek a király teteme láttán. Sietve eltemették az egyik torony alá, ám egyházi szertartást nem végeztek. Az eseményt egyesek balesetként, mások merényletként értékelték. Az első számú gyanúsított, Sir Walter Tirel (1065–1100) elmenekült az országból, és soha nem tért vissza Angliába, a Szentföldön halt meg. 
A trónra – sietve – öccse ült, I. Henrik néven.
Amikor a torony néhány évvel később összedőlt, mindenki bizonyos volt afelől, hogy Isten sújtott le, amiért egy olyan bűnöst helyeztek ott nyugalomra, mint Vilmos. A szénégető valamivel több mint fél hektár földet kapott az Új-erdőben, leszármazottai még a XIX. században is ott éltek. Egy XVIII. századi Purkissnek állítólag a tulajdonában volt az eredeti talicska tiszafából készült keréktengelye. Azt a helyet, ahol Vilmosra rátaláltak, ma a Rufus Stone (Vörös kő) jelöli az Új-erdőben.